# 伊藤千尋 (ジャーナリスト)
伊藤 千尋（いとう ちひろ、1949年9月15日 - ）は、日本のジャーナリスト。

## 来歴
山口県下関市生まれ。山口県立下関西高等学校を経て、1973年、東京大学法学部卒業。大学4年の夏休みに朝日新聞社から内定を得るが、産経新聞社が進めていた冒険企画に応募。スペイン語とルーマニア語の知識があったことから「東大ジプシー調査探検隊」（顧問・直野敦）を結成して東欧に飛ぶ。東欧では「日本のジプシー」を名乗り、現地のジプシーと交わって暮らし、日本初のジプシー語辞書を作り、帰国後は新聞にルポを連載した。
ジプシー調査でジャーナリズムの醍醐味を知り、1974年、再度入社試験を受けて朝日新聞社に入社。長崎支局、筑紫支局、西部本社社会部、東京本社外報部を経て1984年から1987年までサンパウロ支局長。日本に帰国してから社会部に入り、『AERA』編集部員の後、1991年から1993年までバルセロナ支局長。その後、川崎 支局長、フォーラム事務局幹事。2001年、ロサンゼルス支局長。『論座』編集部を経て『be』編集部員。2009年に定年を迎えるが再雇用で『be』編集部に勤務し続ける。「コスタリカ平和の会」共同代表。

## 人物
- ジプシーを扱った映画『ガッジョ・ディーロ』ではジプシー語の翻訳を担当。
- 1993年9月以後、東京都狛江市で毎月1回のトークショー「奇聞総解」（きぶんそうかい）を開いている。

## 著作
- 伊藤千尋『フジモリの悲劇―日本人が問われるもの』（三五館、1997年）ISBN 4883201279
- 伊藤千尋『燃える中南米―特派員報告』（岩波新書、1998年）ISBN 4004300231
- 伊藤千尋『「ジプシー」の幌馬車を追った―気ままな探検隊が見た自由を生きる東欧の民』（大村書店、1999年）ISBN 4756330029

- 伊藤千尋『たたかう新聞　「ハンギョレ」の12年』〈岩波ブックレット　No.526〉（岩波書店、2001年）ISBN 400009226X
- 伊藤千尋『人々の声が世界を変えた!―特派員が見た「紛争から平和へ」』（大村書店、2002年）ISBN 4756330177
- 伊藤千尋『反米大陸 ―中南米がアメリカにつきつけるNO!』（集英社新書、2007年）ISBN 4087204200
- 伊藤千尋『活憲の時代　コスタリカから9条へ』（シネフロント社、2008年）ISBN 4915576205
- 伊藤千尋『世界一周　元気な市民力』（大月書店、2009年）ISBN 4272408038
- 伊藤千尋『ゲバラの夢、熱き中南米―君の星は輝いているか〈Part2〉』（シネフロント社、2009年）ISBN 4915576221
- 伊藤千尋『一人の声が世界を変えた！』（新日本出版社、2010年） ISBN 4406053026
- 伊藤千尋『変革の時代　理想は実現できる！』（シネフロント社、2010年）ISBN 4915576248
- 伊藤千尋『辺境を旅ゆけば日本が見えた』（新日本出版社、2012年）ISBN 4406055606
- 伊藤千尋『地球を活かすー市民が創る自然エネルギー』（シネフロント社、2011年）ISBN 4915576256
- 伊藤千尋『観光コースでないベトナム―歴史・戦争・民族を知る旅』（高文研、2011年）ISBN 4874984576
- 伊藤千尋『キューバ　超大国を屈服させたラテンの魂！』（高文研、2016年）ISBN 4874985866